# 三国駅 (aikoの曲)
「三国駅」（みくにえき）は、aikoのメジャー通算17作目のシングルで、ポニーキャニオンから2005年2月16日に発売。

## 概要
- 前作「花風」から5ヶ月ぶり、アルバム『夢の中のまっすぐな道』の先行シングルである。
- 初回限定盤のみカラートレイ仕様。ジャケットの写真は初回限定盤と通常盤で同じものが使われている（裏ジャケットは別）。
- 発売の際、三国駅構内に約100枚のポスターが貼られたが、ほとんど盗まれる事件が発生した。また、aikoが学生時代からよく立ち寄っている「サンティフルみくに商店街」にあるCDショップでは週間売上が他シングル作品を大幅に抜いての1位で、2005年3月現在で過去最高の売り上げを誇っている[1]。

## 収録曲
1. 三国駅
（作詞・作曲:AIKO、編曲:吉俣良）
実際にモデルとなったのは高架化される前の旧駅舎である。
PV撮影は茨城県立取手松陽高等学校と神奈川県立三崎高等学校で行われた。
アルバム『夢の中のまっすぐな道』の「青い光」とどちらをシングル曲にするか最後まで迷ったという一曲である。
2. ハチミツ
（作詞・作曲:AIKO、編曲:島田昌典）
この曲はインディーズ時代にリリースしたアルバム『GIRLIE』に収録されていたものを再録したものである。
3. 小鳥公園
（作詞・作曲:AIKO、編曲:根岸孝旨）
アルバム『夢の中のまっすぐな道』の「ビードロの夜」とどちらをカップリング曲にするか最後まで迷ったという一曲である。
4. 三国駅（instrumental）

## 解説

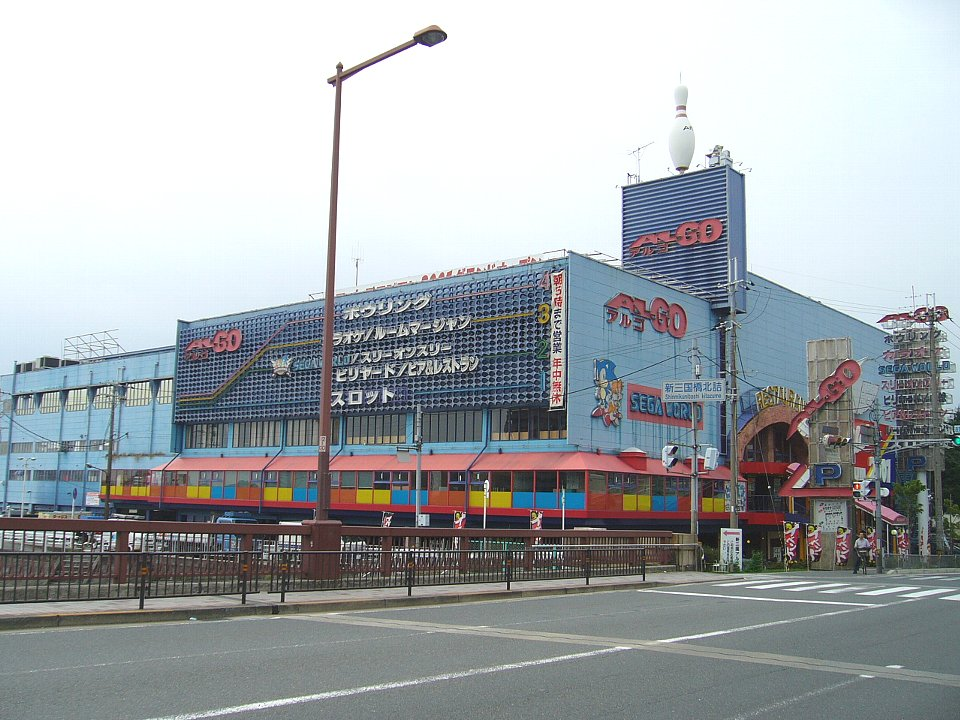
新三国アルゴ（2006年）

「三国駅」は、aiko自身が卒業した大阪音楽短期大学の最寄り駅である庄内駅の1つ手前の駅で、大阪市淀川区にある阪急電鉄宝塚線内にある。この曲は、この駅とその周辺を舞台にしたものである。リリースされる前の2003年にライブハウスツアー"Love Like Rock vol.2"で披露されていた曲である。この曲は1998年（平成10年）までの地上駅時代の三国駅をイメージしており、当時は駅構内に急カーブがあったこともあって、通過列車も30km/h程でゆっくりと通過していた。
本シングルは通常盤と初回限定盤のほかに、ツアー限定スペシャルボックス仕様のものもある。初回限定盤はカラートレイ仕様となっている。
「三国駅」の歌詞にある「あそこのボーリング場」とは、この駅から神崎川を渡った所にある「新三国アルゴ」（新三国ボウル）とされ、プロモーションビデオにも建物の外観が映っている。
なお、直前の歌詞に「変わらない街並み」とあるが、駅周辺は区画整理が実施されて駅が移設・高架化され、その東口にはロータリーと再開発ビルが完成し、西口には高層マンションが林立し、大きく変わった。なお、新三国アルゴは2011年6月30日に閉館し、取り壊されたが、その後建て替えが進められ、2013年8月にボウリング場を含む複合レジャー施設『ALgo7』として再オープンした。